# Pelly River
Der Pelly River ist ein rechter Nebenfluss des Yukon River im kanadischen Territorium Yukon.

## Flusslauf
Der Pelly River ist einer der wasserreichsten Nebenflüsse des Yukon River. Einzige Siedlungen sind Faro und Ross River am Oberlauf und dann etwa 350 Kilometer weiter flussabwärts Pelly Crossing, wo der Klondike Highway den Fluss kreuzt. Nach der Vereinigung mit dem Macmillan River mündet der Pelly River in der Nähe des Handelspostens Fort Selkirk in den Yukon. Das Einzugsgebiet des Pelly River umfasst etwa 50.000 km². Der mittlere Abfluss liegt bei über 400 m³/s.
Der Pelly River fließt auf einer Strecke von 200 Kilometern in einem geradlinigen Flusstal, das entlang der Tintina Trench verläuft. Diese ist ein Grabensystem, das die nördliche Fortsetzung der Northern Rocky Mountain Trench darstellt.
Der Name des Flusses geht auf John Henry Pelly zurück, einem Governor der Hudson’s Bay Company. Robert Campbell, ein Angestellter der Company, der erstmals den Fluss kartierte, benannte ihn 1840 nach Pelly. George Dawson bestätigte die Benennung des Flusses. 1846 errichtete Campbell einen Handelsposten an der Einmündung des Pelly in den Yukon. Doch war dieser Handelsposten nicht erfolgreich, und 1849 brannte er nieder.

## Einzelnachweise

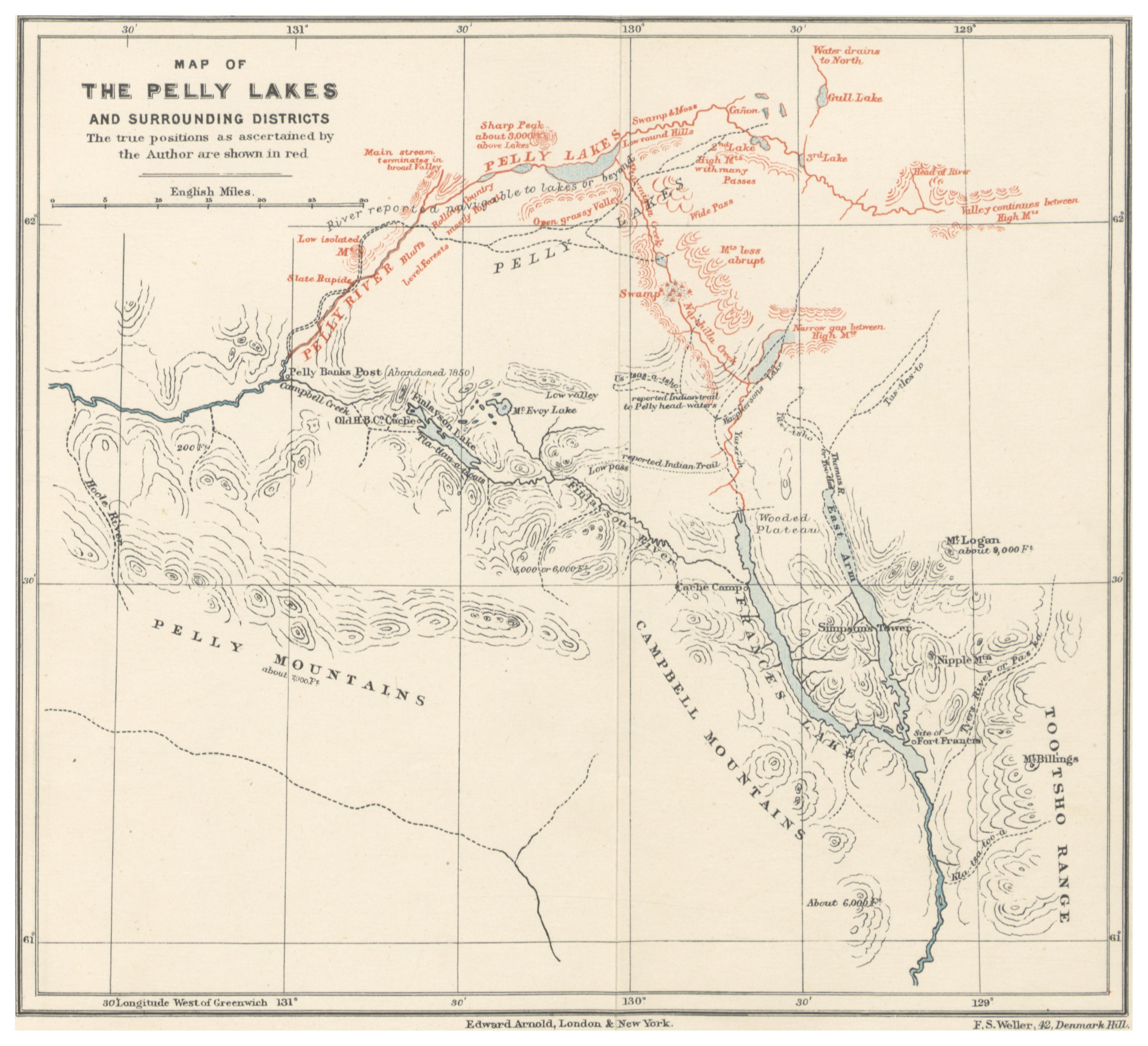
Pelly Mountains, Pelly-Lakes und Pelly-River
(verbesserte Karte von 1896)